# تبصره ۲۲ (فیلم)
تبصرهٔ ۲۲ (انگلیسی: Catch-22) فیلمی در ژانر کمدی-درام به کارگردانی مایک نیکولز است که از روی رمانی به همین نام ساخته و در سال ۱۹۷۰ منتشر شد.

## بازیگران
- آلن آرکین
- مارتین بالسام
- ریچارد بنجامین
- آرت گارفانکل
- باک هنری
- باب نیوهارت
- آنتونی پرکینز
- پائولا پرنتیس
- مارتین شین
- جان ویت
- اورسن ولز
- باب بالابان
- چارلز گرودین
- جک گیلفورد
- ریچارد لیبرتینی
- آستین پندلتن
- نورمن فل
- پیتر بنرز
- اُلیمپیا کارلیزی